# Aranka Böhm

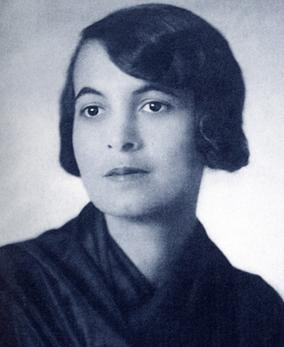
Aranka Böhm

Aranka Böhm, verheiratete Aranka Karinthyné Böhm (geb. 17. Juli 1893 in Ipolyság, Österreich-Ungarn; gest. 1944 in Auschwitz) war eine ungarische Psychiaterin und Psychoanalytikerin. Sie wurde im Konzentrationslager Auschwitz ermordet.

## Leben
Aranka Böhm wurde als Tochter des jüdischen Kaufmannsehepaares Ignác Böhm und Hermina Mangold Böhm geboren, sie hatte einen Bruder namens Tibor. 1913 begann sie ein Medizinstudium an der königlich-ungarischen Universität in Budapest, welches sie 1918 unterbrach und erst 1930 wieder fortsetzte. Ihr Interesse galt vor allem der Psychoanalyse, die sich in Ungarn um den Psychoanalytiker Sandor Ferenczi entwickelt hatte.
Aus ihrer ersten von 1914 bis 1920 dauernden Ehe mit Tivadar Kertész (1889–1979) ging der Sohn Tamás Kertész hervor. 1920 heiratete sie den Schriftsteller Frigyes Karinthy. 1921 wurde der Sohn aus dieser Ehe, Ferenc Karinthy, geboren, der ebenfalls Schriftsteller wurde.
Nachdem Aranka Böhm ihr Medizinstudium beendet hatte, promovierte sie 1932 zum Dr. med. und absolvierte im Anschluss eine Facharztausbildung in Psychiatrie und Neurologie an der Budapester Klinik für Psychiatrie und Neurologie. Sie arbeitete als Psychiaterin in der Nervenheilanstalt in der Balassa Utca und führte zudem psychoanalytische Behandlungen in privater Praxis durch. Ihre psychoanalytische Ausbildung absolvierte sie in Budapest und Wien. 1936 praktizierte sie in Wien an der psychiatrisch-neurologischen Klinik bei Otto Pötzl, der Mitglied der NSDAP war.
Nachdem sie nach Ungarn zurückgekehrt war, arbeitete sie in dem psychiatrischen Krankenhaus in Zalaegerszeg, bis sie 1944 von den Deutschen nach Auschwitz deportiert und dort ermordet wurde.